# Macroptila monstralis
Macroptila monstralis är en fjärilsart som beskrevs av William Schaus 1911. Macroptila monstralis ingår i släktet Macroptila och familjen björnspinnare. Inga underarter finns listade i Catalogue of Life.